# 肋果蓟属
肋果蓟属（学名：Ancathia）是菊科下的一个属，为多年生草本植物。该属仅有肋果蓟（Ancathia igniaria）一种。